# سارا لوئیزا فار
سارا لوئیزا فار (ایتالیایی: Sarah Luisa Fahr؛ زادهٔ ۱۲ سپتامبر ۲۰۰۱) بازیکن والیبال زن اهل ایتالیا است. وی در بازی‌های المپیک تابستانی ۲۰۲۰ شرکت کرده‌است.